# Relations entre le Tchad et l'Union européenne
Les relations entre le Tchad et l’Union européenne se fondent principalement sur l'accord de Cotonou.

## Sécurité et développement
L'UE suit le dialogue politique entre le gouvernement du Tchad et les partis d'opposition, basé sur l’accord politique inter-tchadien d'août 2007.
Afin de consolider la stabilité du Tchad, les objectifs de l'Union sont d'améliorer la sécurité du pays (démocratisation, bonne gouvernance, services publics et ressources, etc.), inclure le Tchad dans la stratégie du développement dans le Sahel, éviter la propagation de l'instabilité en Centrafrique au Tchad.
En matière de développement, l'Union européenne – via le 10e Fonds européen de développement – a octroyé 368 millions d'euros au Tchad afin de renforcer la bonne gouvernance et le développement durable. L'aide européenne vient aussi renforcer la santé, la médiation et le déminage. Le 11e Fonds européen de développement prévoit l'allocation de 442 millions d'euros au Tchad sur la période 2014-2020].

## Sources

## Compléments